# Håbo (obec)
Obec Håbo (švédsky: Håbo kommun) je obec v kraji Uppsala ve východostředním Švédsku. Její sídlo se nachází ve městě Bålsta. Obec vznikla v souvislosti s reformou místní správy roku 1952.

## Lokality
- Bålsta (sídlo)
- Slottsskogen

Od roku 2001 je obec spojena se stockholmským systémem příměstské železnice. Bålsta nyní také nabízí přestup na regionální železnice, podobně jako Märsta, Sundbyberg a Södertälje.